# Кубок Чернігівської області з футболу 1987
Кубок Чернігівської області з футболу 1987 — 43-й розіграш Кубка Чернігівської області з футболу.
На всіх етапах турніру зустрічі команд складаються з одного матчу.

## Регламент
Склад учасників кубка формувався по квотному принципу: одна команда від кожного району та Прилук, від Ніжина і Чернігова - по дві команди.

## Учасники
В цьому розіграші Кубку узяли участь 27 клубів.
| 1/16 фіналу - команда Бобровицького району - «Гідротехнік» (Чернігівський район) - команда Городнянського району - команда Ічнянського району - команда Козелецького району - «Колос» (Гурбинці) - команда Коропського району - команда Корюківського району - команда Менського району - команда Ніжинського району - команда Новгород-Сіверського району - команда Носівського району - команда Прилуцького району - «Прогрес» (Ніжин) - команда Ріпкінського району - команда Семенівського району - команда міста Славутич - команда Сосницького району - команда Талалаївського району - «Торпедо» (Ніжин) - «Хімік» (Чернігів) - команда Щорського району | 1/8 фіналу - команда Бахмацького району - команда Борзнянського району - команда Варвинського району - «Комунальник» (Чернігів) - команда міста Прилуки |

## 1/16 фіналу
| Команда 1              | Команда 2                    | Рахунок |
| ---------------------- | ---------------------------- | ------- |
| к. Бобровицького р-ну  | к. Козелецького р-ну         | +:-     |
| к. Прилуцького р-ну    | к. Ічнянського р-ну          | +:-     |
| «Колос»                | к. Талалаївського р-ну       | 8:1     |
| «Гідротехнік»          | к. Ріпкінського р-ну         | 5:0     |
| «Торпедо»              | к. Носівського р-ну          | 7:0     |
| к. м. Славутич         | к. Менського р-ну            | 2:4     |
| к. Городнянського р-ну | «Хімік»                      | 5:1     |
| к. Щорського р-ну      | к. Корюківського р-ну        | 0:1     |
| к. Семенівського р-ну  | к. Новгород-Сіверського р-ну | 3:2     |
| «Прогрес»              | к. Ніжинського р-ну          | 3:1     |
| к. Коропського р-ну    | к. Сосницького р-ну          | 3:2     |

## 1/8 фіналу
| Команда 1             | Команда 2              | Рахунок |
| --------------------- | ---------------------- | ------- |
| к. Бахмацького р-ну   | к. Борзнянського р-ну  | 5:1     |
| к. Корюківського р-ну | к. Семенівського р-ну  | 5:1     |
| «Комунальник»         | к. Бобровицького р-ну  | 5:1     |
| «Колос»               | к. Прилуцького р-ну    | 3:2     |
| к. Менського р-ну     | к. Городнянського р-ну | 3:5     |
| «Гідротехнік»         | «Торпедо»              | 4:1     |
| «Прогрес»             | к. Коропського р-ну    | 2:0     |
| к. м. Прилуки         | к. Варвинського р-ну   | -:+     |

## 1/4 фіналу
| Команда 1              | Команда 2             | Рахунок        |
| ---------------------- | --------------------- | -------------- |
| «Комунальник»          | к. Бахмацького р-ну   | 1:1 (пен. 3:2) |
| «Колос»                | «Гідротехнік»         | 4:0            |
| к. Варвинського р-ну   | «Прогрес»             | 0:7            |
| к. Городнянського р-ну | к. Корюківського р-ну | 2:1            |

## 1/2 фіналу
| Команда 1     | Команда 2              | Рахунок        |
| ------------- | ---------------------- | -------------- |
| «Комунальник» | «Колос»                | 1:3            |
| «Прогрес»     | к. Городнянського р-ну | 3:3 (пен. 9:8) |

## Фінал
| Команда 1 | Команда 2 | Рахунок |
| --------- | --------- | ------- |
| «Колос»   | «Прогрес» | 2:4     |